# Esther del Brío
Esther Basilia del Brio González, née en 1969, est une femme politique espagnole membre du Parti populaire (PP).

## Biographie
Le 20 décembre 2015, elle est élue sénatrice pour Salamanque au Sénat et réélue en 2016.